# ガブリエラ・サボー
ガブリエラ・サボー（Gabriela Szabo、1975年11月14日 - ）は、ルーマニアの陸上競技選手。ルーマニア北部ビストリツァ＝ナサウド県ビストリツァ出身。ハンガリー系ルーマニア人。2000年シドニーオリンピック女子5000mで金メダルを獲得したのをはじめ、オリンピックの中距離種目で3つのメダルを獲得した選手である。
そのほか、サボーは世界選手権で3つの金メダルを獲得。女子3000mで8分21秒42のヨーロッパ記録保持者である。この記録は中国・ケニア選手を除けばトップの記録である。

## 主な実績
| 年   | 大会                     | 場所                               | 種目  | 結果 | 記録       |
| ---- | ------------------------ | ---------------------------------- | ----- | ---- | ---------- |
| 1992 | 世界ジュニア陸上選手権   | ソウル（韓国）                     | 3000m | 2位  | 8分48秒28  |
| 1994 | 世界ジュニア陸上選手権   | リスボン（ポルトガル）             | 3000m | 1位  | 8分47秒40  |
| 1994 | ヨーロッパ陸上選手権     | ヘルシンキ（フィンランド）         | 3000m | 3位  | 8分40秒08  |
| 1994 | IAAFワールドカップ       | ロンドン（イギリス）               | 3000m | 3位  | 9分15秒16  |
| 1995 | 世界室内陸上選手権       | バルセロナ（スペイン）             | 3000m | 1位  | 8分54秒50  |
| 1995 | ユニバーシアード         | 福岡（日本）                       | 1500m | 1位  | 4分11秒73  |
| 1995 | ユニバーシアード         | 福岡（日本）                       | 5000m | 1位  | 15分29秒86 |
| 1996 | オリンピック             | アトランタ（アメリカ合衆国）       | 1500m | 2位  | 4分01秒54  |
| 1997 | 世界室内陸上選手権       | パリ（フランス）                   | 3000m | 1位  | 8分45秒75  |
| 1997 | 世界陸上選手権           | アテネ（ギリシャ）                 | 5000m | 1位  | 14分57秒68 |
| 1997 | ユニバーシアード         | シチリア（イタリア）               | 1500m | 1位  | 4分10秒31  |
| 1998 | ヨーロッパ陸上選手権     | ブダペスト（ハンガリー）           | 5000m | 2位  | 15分08秒31 |
| 1998 | IAAFワールドカップ       | ヨハネスブルグ（南アフリカ共和国） | 3000m | 1位  | 9分00秒54  |
| 1999 | 世界室内陸上選手権       | 前橋（日本）                       | 1500m | 1位  | 4分03秒23  |
| 1999 | 世界室内陸上選手権       | 前橋（日本）                       | 3000m | 1位  | 8分36秒42  |
| 1999 | 世界陸上選手権           | セビリヤ（スペイン）               | 5000m | 1位  | 14分41秒82 |
| 1999 | IAAFグランプリファイナル | ミュンヘン（ドイツ）               | 3000m | 1位  | 8分43秒52  |
| 2000 | オリンピック             | シドニー（オーストラリア）         | 1500m | 3位  | 4分05秒27  |
| 2000 | オリンピック             | シドニー（オーストラリア）         | 5000m | 1位  | 14分40秒79 |
| 2001 | 世界室内陸上選手権       | リスボン（ポルトガル）             | 3000m | 2位  | 8分39秒65  |
| 2001 | 世界陸上選手権           | エドモントン（カナダ）             | 1500m | 1位  | 4分00秒57  |
| 2002 | ヨーロッパ陸上選手権     | ミュンヘン（ドイツ）               | 1500m | 2位  | 3分58秒81  |
| 2002 | IAAFグランプリファイナル | パリ（フランス）                   | 3000m | 1位  | 8分56秒29  |
| 2002 | IAAFワールドカップ       | マドリッド（スペイン）             | 3000m | 2位  | 8分50秒89  |

## 自己ベスト
- 1500m – 3分56秒97 （1998年）
- 3000m – 8分21秒42 （2002年）
- 5000m – 14分31秒48 （1998年）